# ارنست آتیس کلوتر
ارنست آتیس کلوتر (انگلیسی: Ernst Atis-Clotaire؛ زادهٔ ۹ دسامبر ۱۹۷۷) بازیکن فوتبال اهل فرانسه است.
از باشگاه‌هایی که در آن بازی کرده‌است می‌توان به باشگاه فوتبال آژاکسیو و باشگاه فوتبال موناکو اشاره کرد.
وی همچنین در تیم‌های ملی فوتبال زیر ۱۹ سال فرانسه، زیر ۲۰ سال فرانسه، و هائیتی بازی کرده‌است.